# Beauronne
Beauronne är en kommun i departementet Dordogne i regionen Nouvelle-Aquitaine i sydvästra Frankrike. Kommunen ligger i kantonen Neuvic som tillhör arrondissementet Périgueux. År 2022 hade Beauronne 372 invånare.

## Befolkningsutveckling
Antalet invånare i kommunen Beauronne
Referens:INSEE